# Maurice Bloch (magistrat)
Pour les articles homonymes, voir Bloch.
Ne doit pas être confondu avec Maurice Bloch.
Maurice-Fernand-Gustave Bloch (22 février 1861, Elbeuf - 28 août 1933, Paris) est un haut fonctionnaire et magistrat français. Il est le beau frère de Léon Blum. Il termine sa carrière comme premier président de la Cour des comptes.

## Biographie

### Jeunesse et études
Maurice Bloch suit des études de droit. Une fois sa licence de droit obtenue, il est admis par concours dans l'administration centrale des finances en 1880. 
Sa sœur, Lisa, épouse Léon Blum en 1896. Maurice Bloch est le grand-oncle de François Bloch-Lainé. Maurice Bloch a vécu au 15, avenue de l'Opéra.

### Parcours professionnel
Il est nommé inspecteur des finances en 1890.
Il est nommé successivement directeur de la comptabilité au ministère des colonies en 1900, conseiller d'État en 1902, directeur général des contributions directes en 1908 et directeur général de la Comptabilité publique en 1912.
Passé à la Cour des comptes, il est procureur général près la Cour des comptes de 1913 à 1933 et premier président en 1933.

## Décoration
- Grand-croix de la Légion d'honneur[3].

## Pour approfondir